# Servis (militärväsen)
Servis var förr i vissa arméer, såsom i den tyska, hela den ersättning, som utgår till officerare och militära tjänstemän för anskaffning av bostad, inkvartering inklusive möblering, värme och ljus. 
I andra arméer, såsom i den svenska, betecknade det endast ersättningen för möblering, värme och ljus. Då inkvarteringsbidrag i Sverige åtnjöts, inräknades servisersättningen i detsamma; för den däremot, som åtnjöt fri inkvartering, men inte fri servis, utgick servisersättning.